# Enkenbach-Alsenborn
Enkenbach-Alsenborn ist eine Ortsgemeinde im rheinland-pfälzischen Landkreis Kaiserslautern, innerhalb dessen sie gemessen an der Einwohnerzahl die viertgrößte Ortsgemeinde darstellt. Sie entstand 1969 durch Zusammenlegung der Gemeinden Enkenbach und Alsenborn. Sie gehört der gleichnamigen Verbandsgemeinde an, deren Verwaltungssitz sie zusätzlich ist. Bis zu seinem Tod war die Gemeinde Wohnort des Pfälzer Fußballspielers Fritz Walter. Seit 2012 ist Enkenbach-Alsenborn außerdem Masterplan-Kommune und gemäß Landesplanung als Grundzentrum ausgewiesen.

## Geographie

### Lage
Enkenbach-Alsenborn liegt 15 Kilometer östlich von Kaiserslautern am nordwestlichen Rand des Pfälzerwaldes. Der Osten der Gemarkung liegt in dessen Teilbereich Stumpfwald und der Südosten im Diemersteiner Wald. Der Westen ist Teil der St. Ingbert-Kaiserslauterer Senke.
Die Gemeinde besteht aus den Ortsteilen Enkenbach und Alsenborn, die baulich mittlerweile zusammengewachsen sind; entsprechend ist eine räumliche Trennung nicht mehr möglich. Hinzu kommt der zu Enkenbach gehörende Teilort Eselsmühle. Nachbargemeinden sind – im Uhrzeigersinn – Neuhemsbach, Sippersfeld, Kerzenheim, Ramsen, Wattenheim, Fischbach, Kaiserslautern, Mehlingen und Sembach.

### Erhebungen

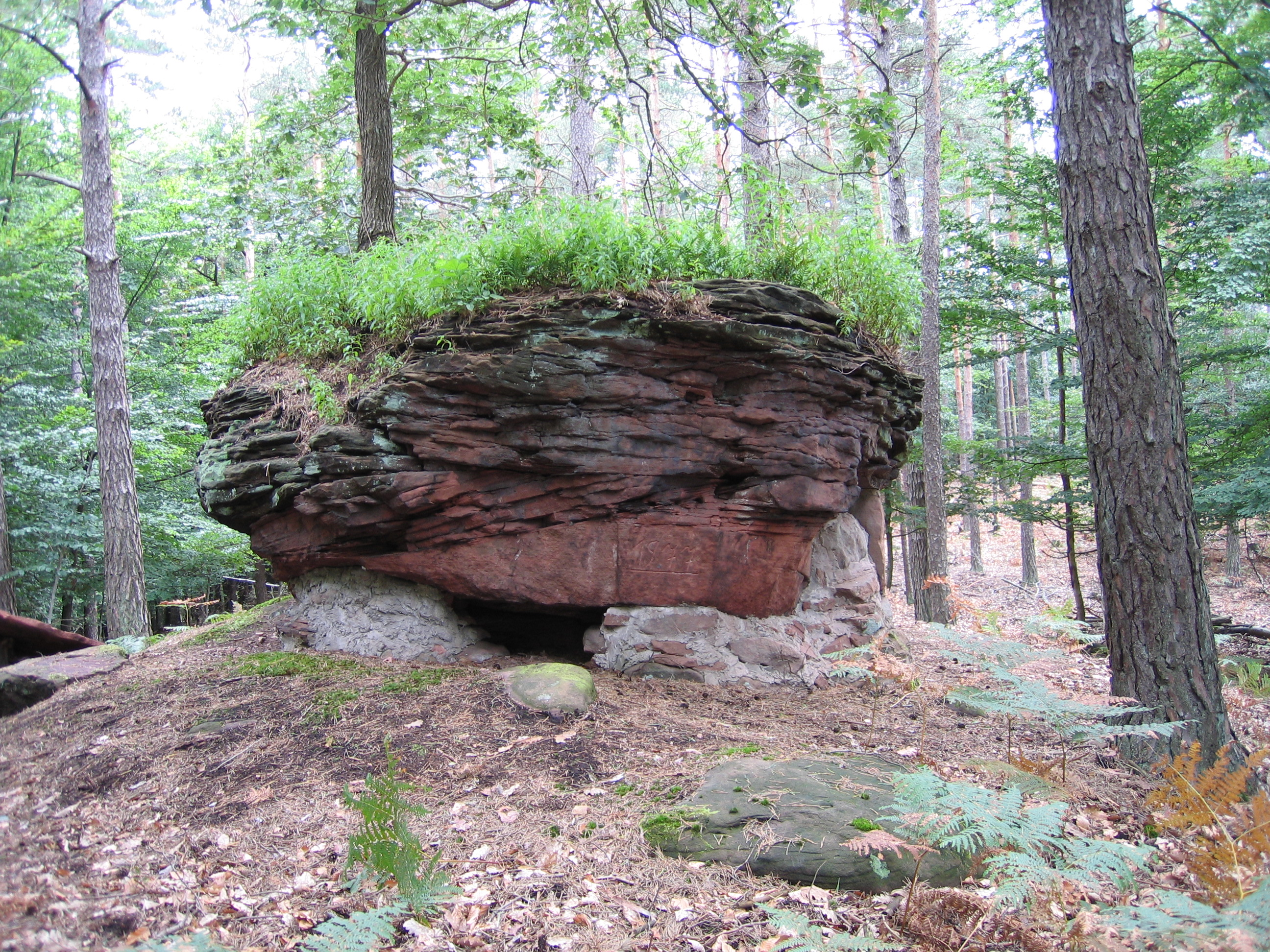
Felsformation am Schorlenberg

Östlich von Alsenborn erhebt sich der 402 Meter hohe Schorlenberg und südwestlich von diesem an der Gemarkungsgrenze zu Fischbach der 421 m hohe Nußknick sowie der 419 m hohe Schlagbaumkopf. Im äußersten Nordosten liegen der 370 m hohe Schelmenkopf, an der Grenze zu Kerzenheim der 353,5 m hohe Salweidenkopf und an der Grenze zu Ramsen der 358 m hohe Steinkopf. Im Westen der Gemarkung erhebt sich zudem der Breitenauer Kopf.

### Gewässer
Bedeutendstes Fließgewässer ist die Alsenz, die in der Ortsmitte von Alsenborn entspringt. Im Gemeindegebiet nimmt sie den Metzwiesengraben, den Hasselbrunnengraben, den Klosterbach und den Schwarzbach auf; letzterer wiederum nimmt von rechts den Maigraben auf. Im Nordosten der Gemarkung entspringt der Billesbach, der kurze Zeit später den Billesweiher durchfließt, danach über die Nachbargemeinde Neuhemsbach verläuft der ebenfalls Bestandteil des Flusssystems Alsenz ist. Am westlichen Ortsrand von Enkenbach nimmt der Eselsbach seinen Anfang, der nach Westen fließt und später in die Lauter mündet.

## Geschichte
Die beiden Dörfer waren in ihrer Geschichte eng verflochten. Das zeigte sich durch einen gemeinsamen Schultheißen (bis 1795) und Bürgermeister, endete aber mit dem Jahr 1825. Sieben Jahre später, 1832, wurde auch der bis dahin gemeinsame Wald geteilt.
Die günstige Verkehrslage und der Anschluss an das Eisenbahnnetz im Jahr 1871 sowie die Ansiedlung von Betrieben ließen die Bevölkerungszahl trotz einer starken Auswanderung von 1095 Personen im Jahr 1800 auf 3326 im Jahr 1900 und 6900 im Jahr 1975 anwachsen. Dabei ging der Charakter von Bauerndörfern verloren und Enkenbach sowie Alsenborn wurden zu Wohngemeinden.
Vor dem Ersten Weltkrieg wurde im Waldgebiet westlich von Mehlingen der Truppenübungsplatz Enkenbach-Alsenborn angelegt. Nach Ende der Nutzung wurde er zur Mehlinger Heide.
Die heutige Ortsgemeinde Enkenbach-Alsenborn entstand im Zuge der ersten rheinland-pfälzischen Verwaltungsreform mit Wirkung vom 7. Juni 1969 durch Neubildung aus den zuvor eigenständigen Gemeinden Enkenbach (3922 Einwohner) und Alsenborn (2452 Einwohner). Drei Jahre später wurde sie Sitz der neu entstandenen gleichnamigen Verbandsgemeinde. Die neu geschaffene Gemeinde hatte zunächst die Postleitzahl 6753, seit 1993 lautet diese 67677.

### Christentum
Die Katholiken gehören zum Bistum Speyer und unterstehen dort dem Dekanat Kaiserslautern, die Evangelischen zur Protestantischen Landeskirche Pfalz.

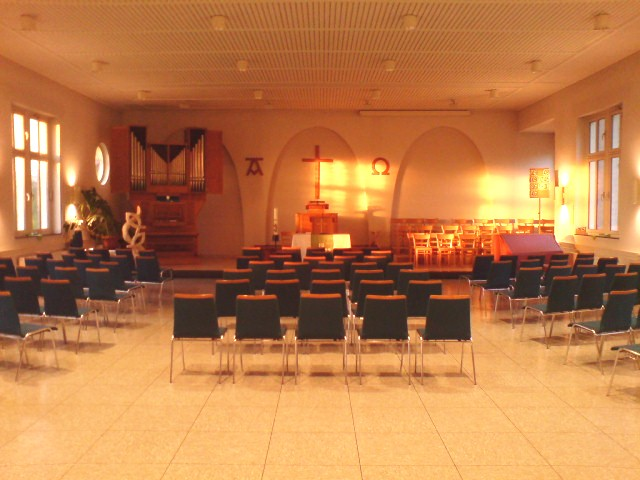
Gottesdienstraum im mennonitischen Gemeindehaus

Im Ortsteil Enkenbach besteht seit 1956 eine Mennonitengemeinde, die über ein 1957 erbautes Gemeindehaus verfügt, das auch als Gottesdienstort dient. Im Jahr 2016 gehörten ihr 251 Mitglieder an; Kinder bleiben dabei in der Statistik unberücksichtigt, da Mennoniten Menschen erst nach ihrem persönlichen Glaubensbekenntnis im mündigen Alter taufen. Es besteht eine Zusammenarbeit mit dem Pflegeheim Menno-Heim.
Die Arbeitsgemeinschaft Mennonitischer Gemeinden in Deutschland hatte mehrere Jahre ihren Sitz in Enkenbach-Alsenborn, da der damalige Enkenbacher Gemeindepastor Werner Funck von 1999 bis 2007 deren ehrenamtlicher Vorsitzender war. Der derzeitige Gemeindepastor, Rainer W. Burkart, war bis 2018 einer von zwei europäischen Mitgliedern des Exekutivkomitees der Mennonitischen Weltkonferenz.

### Konfessionsstatistik
2007 waren 45,1 % der Einwohner evangelisch und 31,6 % katholisch. Die übrige 23,3 % gehörten einer anderen Glaubensgemeinschaft an oder waren konfessionslos.
Der Anteil der Protestanten und Katholiken an der Gesamtbevölkerung ist seitdem gesunken. Ende Februar 2025 hatten 33,8 % der Einwohner die evangelische und 24,0 % die katholische Konfession. 42,2 % gehörten entweder einer anderen Glaubensgemeinschaft an oder waren konfessionslos.

## Politik
Bei Bundestagswahlen gehört die Gemeinde seit der Gründung der Bundesrepublik zum Wahlkreis Kaiserslautern. Bei Landtagswahl ist Enkenbach-Alsenborn seit 1991 Bestandteil des Wahlkreises Kaiserslautern II.

### Gemeinderat

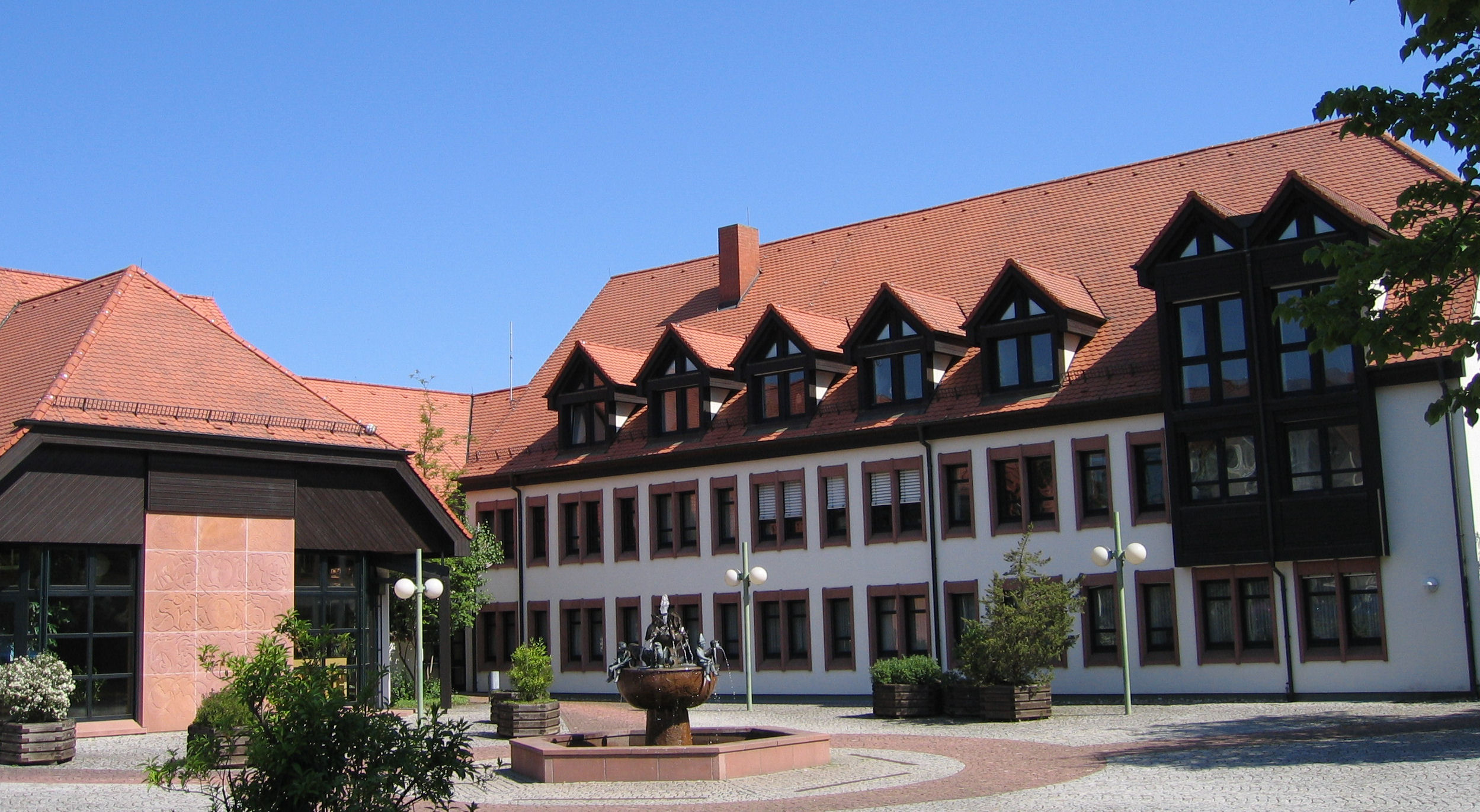
Rathaus

Der Gemeinderat in Enkenbach-Alsenborn besteht aus 22 Ratsmitgliedern, die bei der Kommunalwahl am 9. Juni 2024 in einer personalisierten Verhältniswahl gewählt wurden, und dem ehrenamtlichen Ortsbürgermeister als Vorsitzendem.
Die Sitzverteilung im Gemeinderat:
| Wahl | SPD | CDU | Grüne | FDP | FWG | Gesamt   |
| ---- | --- | --- | ----- | --- | --- | -------- |
| 2024 | 5   | 9   | 2     | 2   | 4   | 22 Sitze |
| 2019 | 6   | 9   | 3     | 2   | 2   | 22 Sitze |
| 2014 | 8   | 9   | 2     | 1   | 2   | 22 Sitze |
| 2009 | 6   | 11  | 1     | 1   | 3   | 22 Sitze |

- FWG = Freie Wählergruppe Enkenbach-Alsenborn e. V.

### Bürgermeister
Jürgen Wenzel (CDU) wurde 2003 ehrenamtlicher Ortsbürgermeister von Enkenbach-Alsenborn. Bei der Direktwahl am 26. Mai 2019 wurde er mit 51,53 % der Stimmen wiedergewählt. Bei der Direktwahl am 9. Juni 2024 setzte er sich mit 53,5 % gegen zwei Mitbewerber durch.

### Wappen
| Wappen von Enkenbach-Alsenborn | Blasonierung: „Von Blau und Gold gespalten, links ein goldener Brunnen, daraus sich eine Brunnensäule mit zwei Röhren mit fließendem silbernem Wasser und einem linkshin gekehrten goldenen Löwen auf der Spitze erhebt, rechts eine blaugedeckte, mit silbernen Fenstern versehene rote Kirche mit blauem Kreuz.“ |
| Wappen von Enkenbach-Alsenborn | Wappenbegründung: Die aus den Orten Alsenborn und Enkenbach neugebildete Gemeinde Enkenbach-Alsenborn bekam das Wappen von Enkenbach verliehen, das mit dem Säulenbrunnen auch das Ortswappen von Alsenborn enthält. Es wurde 1969 von der Bezirksregierung in Neustadt genehmigt.                                 |

### Gemeindepartnerschaften
Mit Saint-Mihiel in Lothringen wird seit dem 9. Oktober 1983 eine Partnerschaft gepflegt. Daher gibt es im Ortsteil Enkenbach einen St.-Mihiel-Platz.

## Kultur und Sehenswürdigkeiten

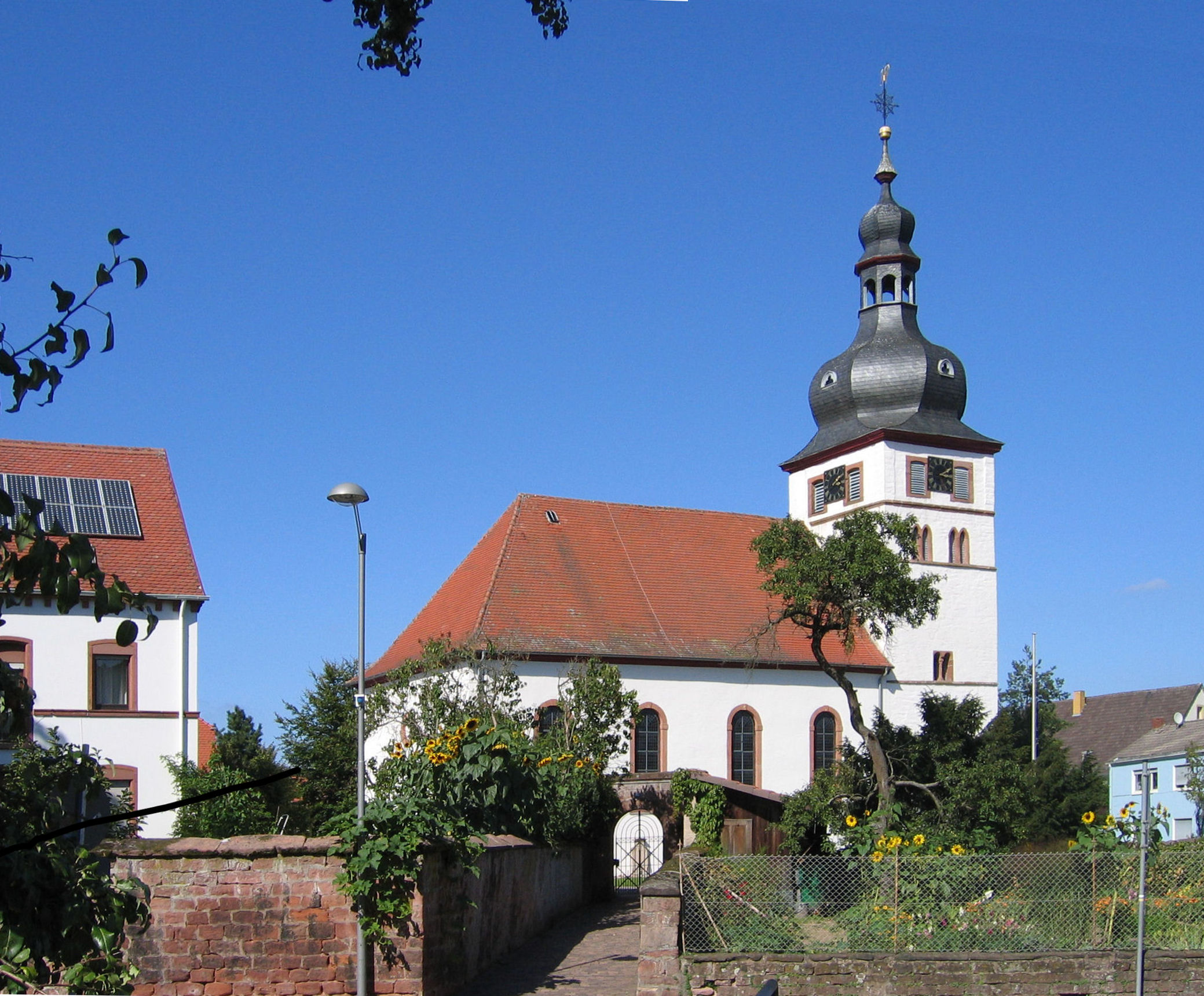
Protestantische Kirche in Alsenborn

### Bauwerke

#### Kulturdenkmäler
Der Daubenbornerhof ist als Denkmalzone ausgewiesen.
Hinzu kommen insgesamt 18 Einzeldenkmäler, darunter die Klosterkirche des ehemaligen Prämonstratenserinnenklosters in Enkenbach aus dem 13. Jahrhundert und die Protestantische Kirche in Alsenborn.
Die Klosterkirche in Enkenbach, erbaut im spätromanischen und gotischen Stil, wurde später mehrfach umgebaut. Von den übrigen Klostergebäuden ist ebenfalls nichts mehr erhalten. Von überregionaler Bedeutung ist jedoch das Bildprogramm des Westportals. Weitere Kulturdenkmäler sind unter anderem das Orthsche Haus in Alsenborn sowie im Bereich Enkenbach der Hahnerhof und die Obere Eselsmühle.

#### Sonstige Bauwerke

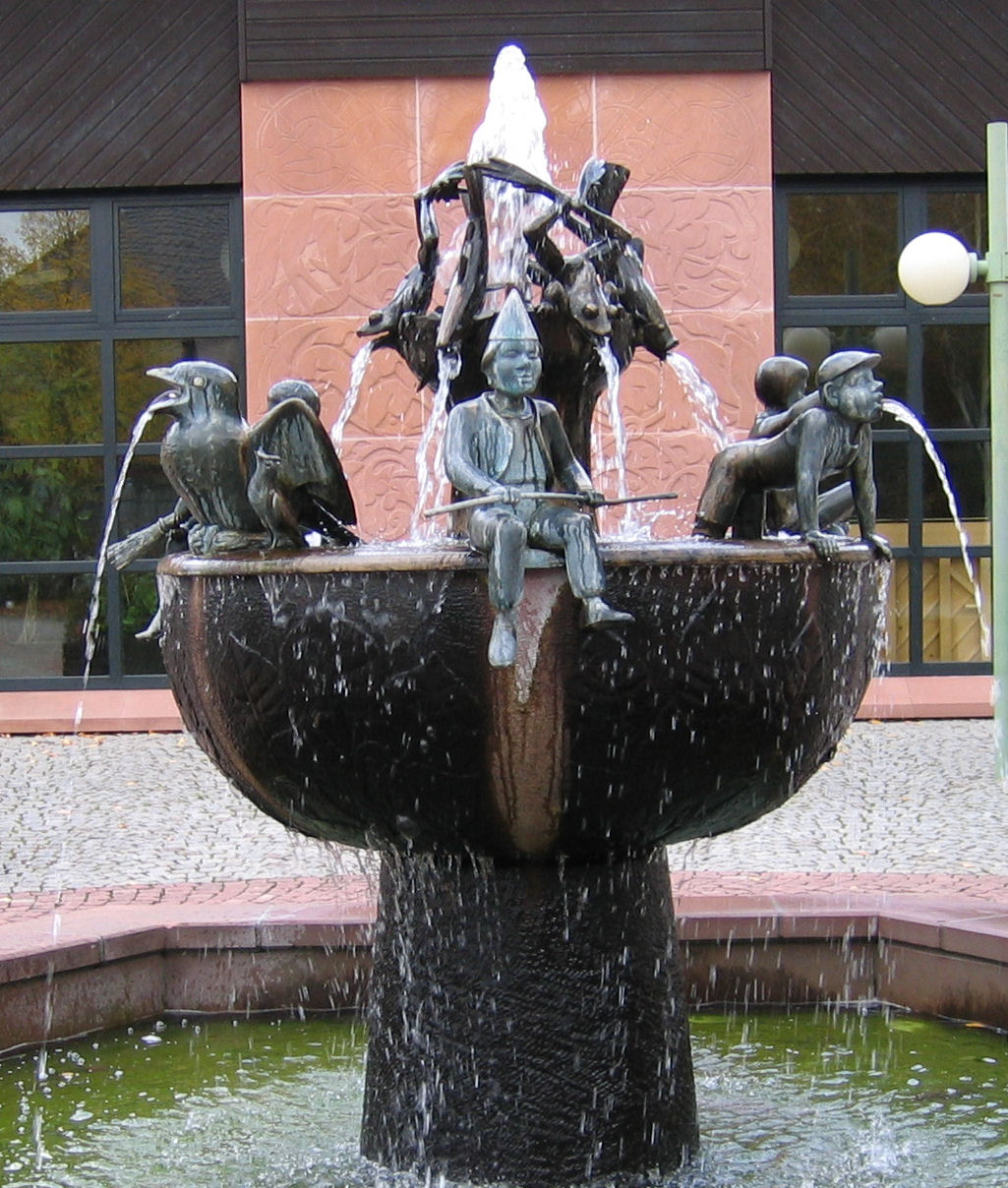
Rathausbrunnen

Vor Ort befindet sich das Provinzkino; dabei handelt es sich um ein Programmkino mit langer Tradition. Im Nordosten der Gemarkung befindet sich das Stumpfwaldgericht. In der Nähe des Daubenbornerhofes existierte vom 12. bis zum 15. Jahrhundert die sogenannte Burg Breidenborn. Östlich des Alsenborner Ortskern lag eine gleichnamige Burg. Vor dem 1987 errichteten Rathaus steht der im selben Jahr entstandene Rathausbrunnen. Im Schwimmbad in der Alsenborner Ortsmitte befindet sich eine Kneipp-Anlage.
Alsenborn ist in der Umgebung als „Heimat der Seiltänzer“ bekannt, scherzhaft werden die Einwohner bis in die Gegenwart „Bajasse“ genannt. Die Artistengeschichte des Ortes hat ihren Ursprung in den Krisen des 19. Jahrhunderts. Auswege aus Verarmung und Hunger, Alternativen zur Auswanderung waren gefragt. Initiiert von Familie Schramm entwickelte sich hier eine besondere Art des Wandergewerbes. Als Musikanten, Marionettenspieler und Akrobaten zogen einige Alsenborner im Sommer umher und lebten im Winter vom eingespielten Geld. Die Artistengruppe erweiterte sich schnell und hatte in der typischen Form der wandernden Familienunternehmen bis zum Zweiten Weltkrieg Bestand. Danach waren die Alsenborner vor allem noch in der Varietéwelt bekannt. Die „Glanzzeit“ zwischen 1870 und dem Ersten Weltkrieg sah viele bekannte Künstlerfamilien wie Bügler, Traber, Althoff oder Rosenberg in Alsenborn, die der Ortsgeschichte ihr besonderes Kolorit gaben. Dokumentiert wird diese Epoche im Bajasseum.
Die Ausstellung ist nach Epochen gegliedert und führt von der Gegenwart zurück in die Vergangenheit. Ausschließlich wenige Requisiten, Gegenstände des alltäglichen Bedarfs und sonstige Objekte überstanden das Wanderleben. Die Ausstellung konzentriert sich aus diesem Grund auf Bilder der Alsenborner Artisten.
Nach über zweijährigen Bau- und Sanierungsmaßnahmen am Anwesen von Italia und Fritz Walter in der Leininger Straße in Enkenbach-Alsenborn wurden am 20. Mai 2004 die Pforten der Privat-Ausstellung Fritz Walter – in memoriam für die Öffentlichkeit bis 2018 geöffnet.

### Natur und Rittersteine
Der Süden und der Osten der Gemeindegemarkung sind Teil des Naturparks Pfälzerwald, der wiederum zum Biosphärenreservat Pfälzer Wald-Vosges du Nord gehört. Auf Gemarkung der Gemeinde befinden sich insgesamt 17 Naturdenkmale, darunter der Billesweiher. Zudem befinden sich vor Ort die Rittersteine 285 und 289; ersterer trägt die Bezeichnung Alsenz-Ursprung und befindet sich unmittelbar am örtlichen Schwimmbad an der Quelle der Alsenz. Letzterer hat die Aufschrift Hier befand sich das Landgericht auf dem Stampe – Gerichtsstätte der Grafen von Leiningen – später Rügegericht Neun Stühle und befindet sich auf der Waldgemarkung am einstigen Stumpfwaldgericht.

### Sport
Größter Verein ist der Turn- und Polizeisportverein – abgekürzt TPSV – Enkenbach. Er bietet Handball, Volleyball, Leichtathletik und weiteres an. Momentan existieren im Bereich Reiten/Voltigieren eine M*- und A-Turniergruppe.

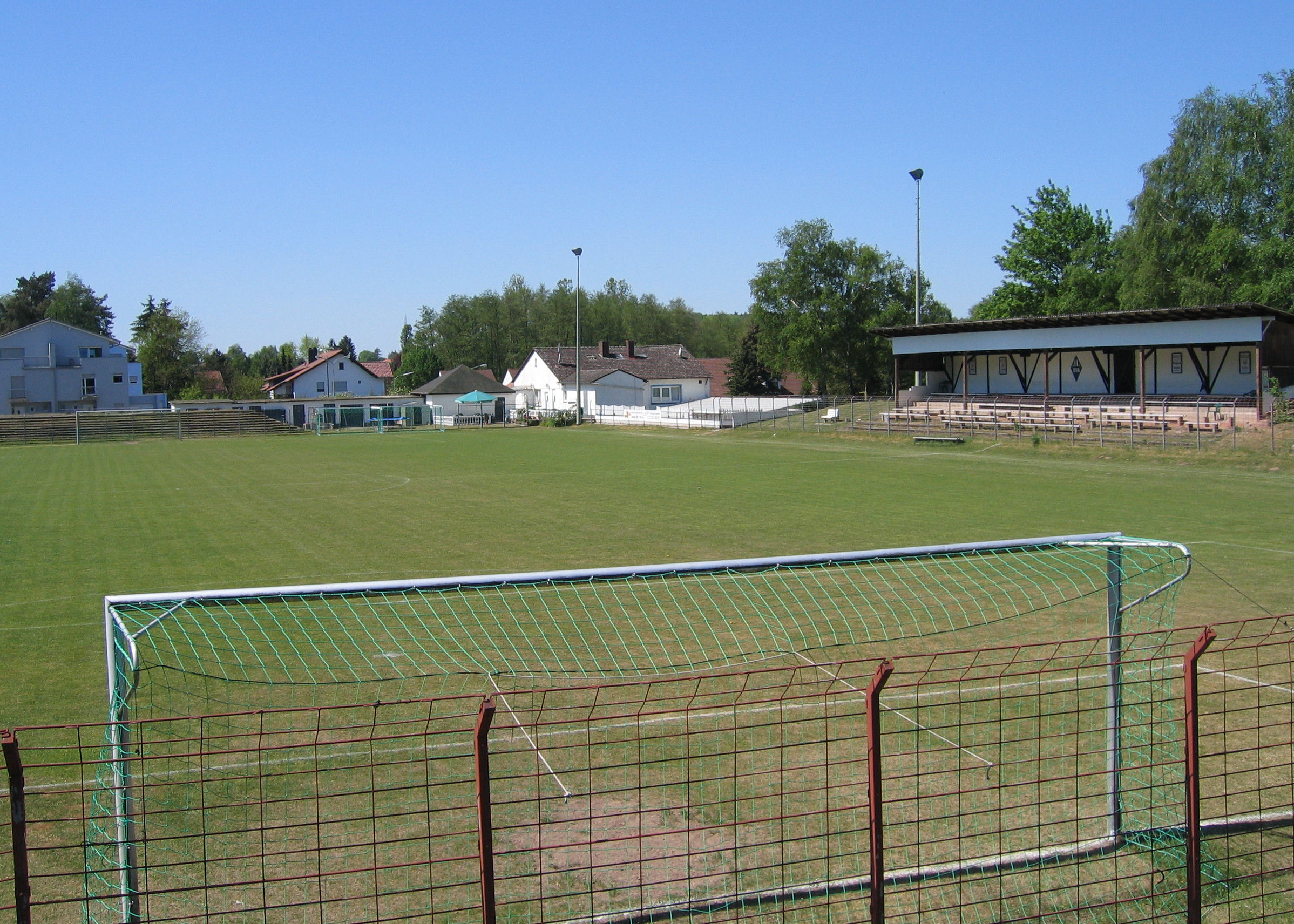
Stadion an der Kinderlehre, Heimstätte des SV Alsenborn

Bundesweit in den Blickpunkt geriet der Stadtteil Alsenborn in den 1960er und 1970er Jahren durch die Erfolge des SV Alsenborn, der in diesem Zeitraum eine der besten Fußballmannschaften Südwestdeutschlands hatte und dreimal in Folge um den Aufstieg in die Fußball-Bundesliga spielte. Seine Begegnungen trägt er im Stadion an der Kinderlehre aus. Des Weiteren existiert zusätzlich der SV Enkenbach. In den Jahren 1998 und 1999 wurde außerdem jeweils das Finale des Südwestpokals vor Ort ausgetragen.

### Musik
Der größte Musikverein in Enkenbach-Alsenborn ist die Katholische Vereinskapelle Enkenbach-Alsenborn (KVK). Diese besteht seit 1924. Außerdem gibt es noch den Musik- und Unterhaltungsverein (MUV) und seit 2017 den Theater- und Musicalverein Helden von heute e. V.

### Regelmäßige Veranstaltungen
Als traditionelle Eigentümlichkeit des Ortes fällt insbesondere der „Peterstag“ am 22. Februar auf, an dem aus Erinnerung an die Befreiung von der Hornviehseuche im Jahr 1776 zum Teil bis heute in vielen Familien kein Fleisch verzehrt wird.

## Wirtschaft und Infrastruktur

### Wirtschaft
Aufgrund der geographischen Gegebenheiten spielt die Forst- und Holzwirtschaft eine große Rolle. Die örtlichen Waldgebiete gehören zum Staatsforst Otterberg. Die Gemeinde ist außerdem Sitz des Eisenguss-Unternehmens HegerGuss.

### Verkehr

#### Schiene

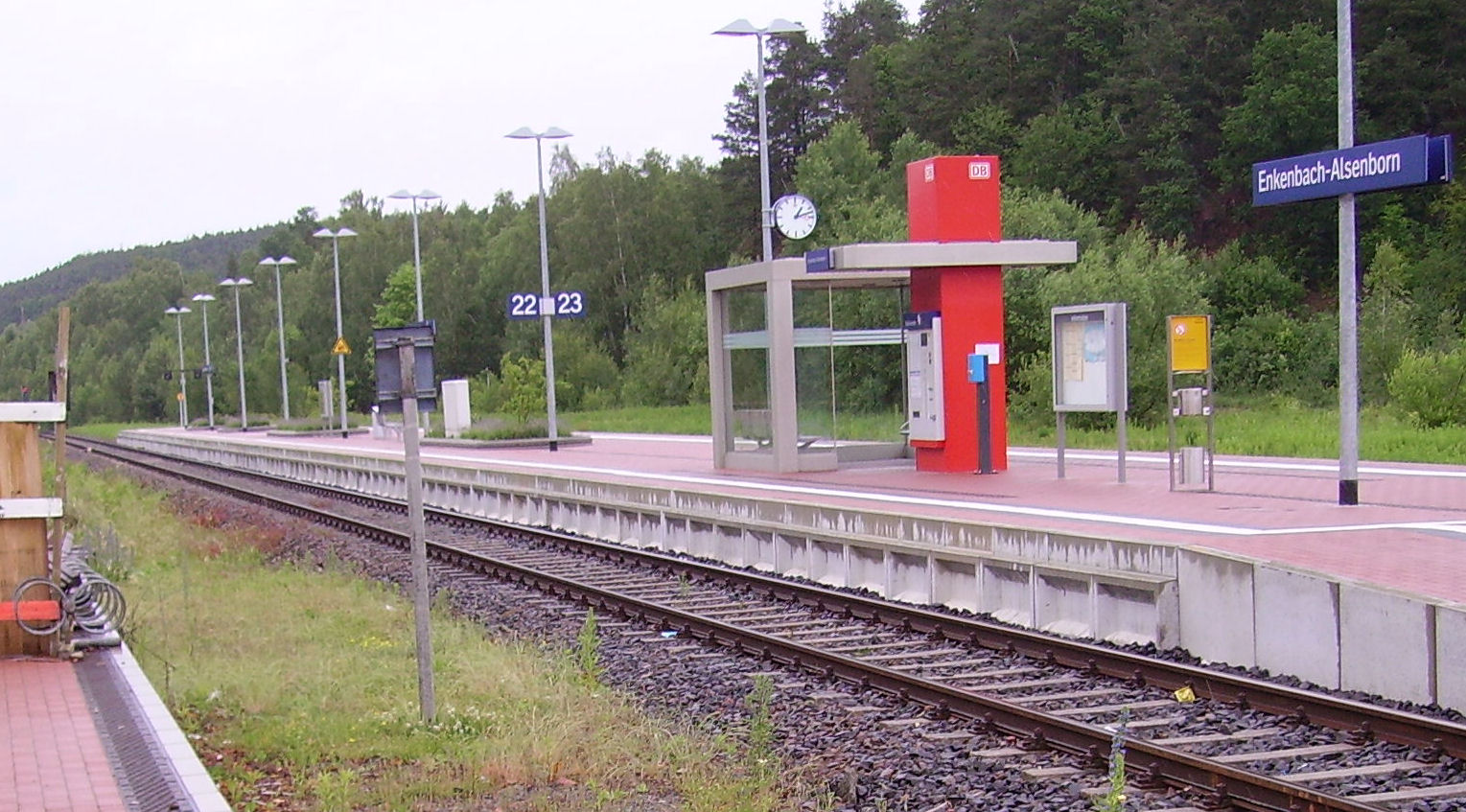
Der Bahnhof in Enkenbach

Die Gemeinde hat in Enkenbach einen Bahnhof an der hier in den Jahren 1870 und 1871 eröffneten Alsenztalbahn. Der nördliche Teil des Altenhof-Tunnels befindet sich im Süden der Gemeindegemarkung. Seit 1875 besteht die Zweigstrecke nach Kaiserslautern, die am südlichen Siedlungsrand von Enkenbach den Schützenkanzel-Tunnel passiert.
Die im Jahr 1876 eröffnete Eistalbahn wurde 1932 bis nach Enkenbach durchgebunden, womit Alsenborn am nördlichen Siedlungsrand ebenfalls einen Bahnhof erhielt. Der Westen des Stempelkopf-Tunnel, den die Strecke durchquert, liegt auf Gemarkung von Enkenbach-Alsenborn; westlich von ihm entstand der Betriebsbahnhof Stempelbrunnen, welcher Zugkreuzungen ermöglicht und der Verladung von Holz diente. Sein Personenverkehr wurde 1976 eingestellt.

#### Straße

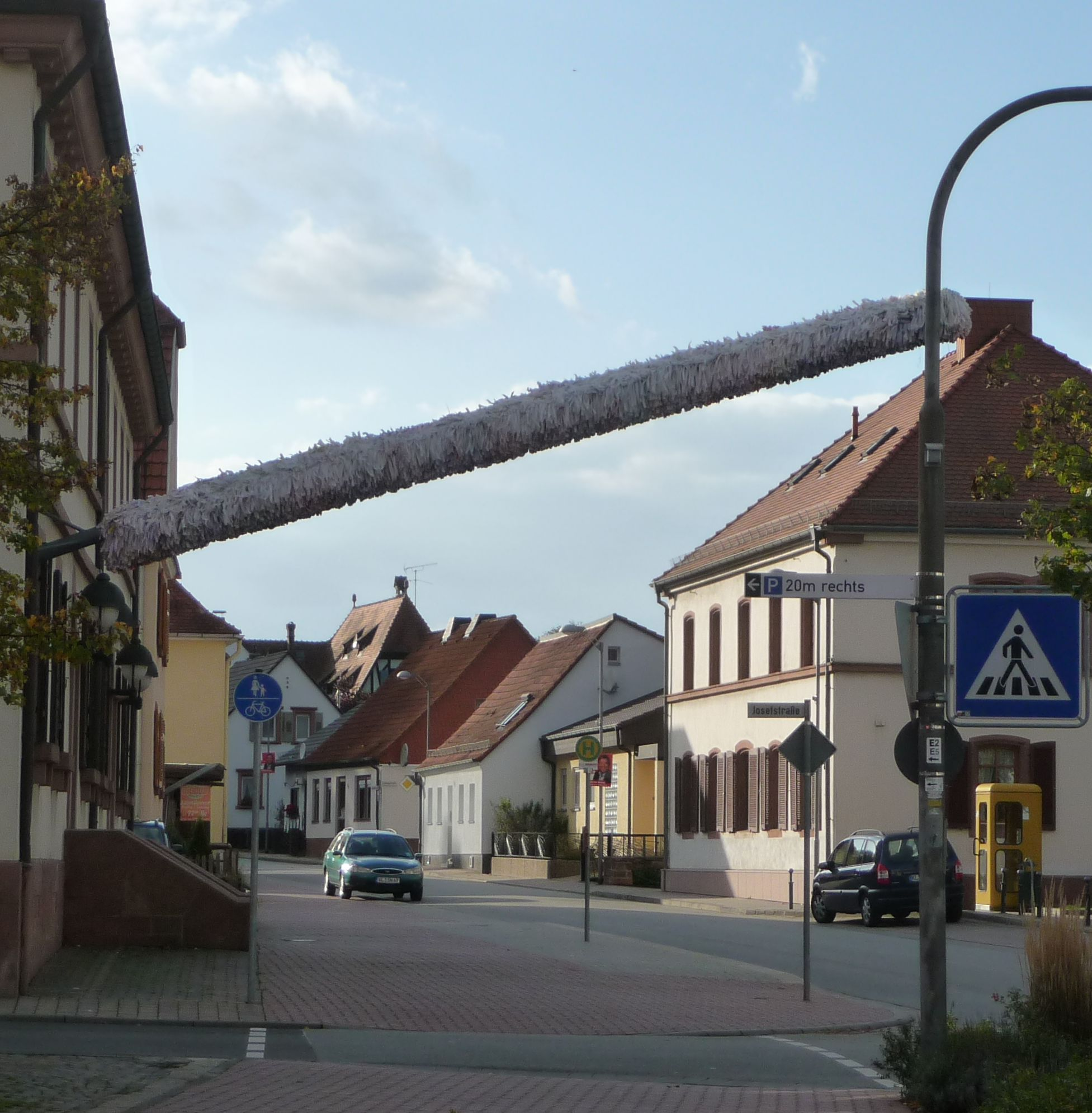
Landesstraße 395 innerhalb von Alsenborn

Durch Enkenbach-Alsenborn verlaufen die Bundesstraße 48, die Landesstraße 382 von Mehlingen über Baalborn und Otterberg bis nach Schneckenhausen führt und die Landesstraße 395. Die Landesstraße 394, die im Nordosten von der Landesstraße 395 abzweigt, führt nach Neuhemsbach. Die Kreisstraße 42 führt zum Niedermehlingerhof, die Kreisstraße 43 von Alsenborn zur Oberen Eselsmühle und die Kreisstraße 44 zum Daubenbornerhof.
Die Gemeinde ist über die unter anderem Saarbrücken und Mannheim passierende Bundesautobahn 6 an das überregionale Straßennetz – von Frankreich bis Tschechien – angeschlossen, die am südlichen Rand der Gemarkung verläuft; dort befinden sich die Anschlussstelle Enkenbach-Alsenborn sowie in Fahrtrichtung Kaiserslautern die Parkplätze Am Tunnel und Drehertal. Außerdem wird die Gemeinde an Wochenenden und Feiertagen von der Linie N 10 des Nachtbusses Kaiserslautern bedient.

### Tourismus
Enkenbach-Alsenborn liegt an der Deutschen Schuhstraße. Zudem verläuft der Barbarossa-Radweg durch die Gemeinde. Sie ist darüber hinaus Ausgangspunkt des Alsenz-Radwegs und des Pfälzer-Land-Radwegs.
Durch den Osten der Gemarkung verläuft der mit einem weißen Kreuz markierte Fernwanderweg Nahegau-Wasgau-Vogesen. Durch den Ortsteil Alsenborn ein solcher mit dem Zeichen „weiß-blauer Balken“ sowie einer, der mit einem grün-blauen Balken markiert ist und von Göllheim bis nach Eppenbrunn verläuft. Im Norden des Gemeindegebiets beginnt ein Wanderweg, der mit einem weiß-grünen Balken markiert ist. Zudem führt der Themenwanderweg Rätselhafte Zeitzeichen durch die Gemeinde.

### Bildung

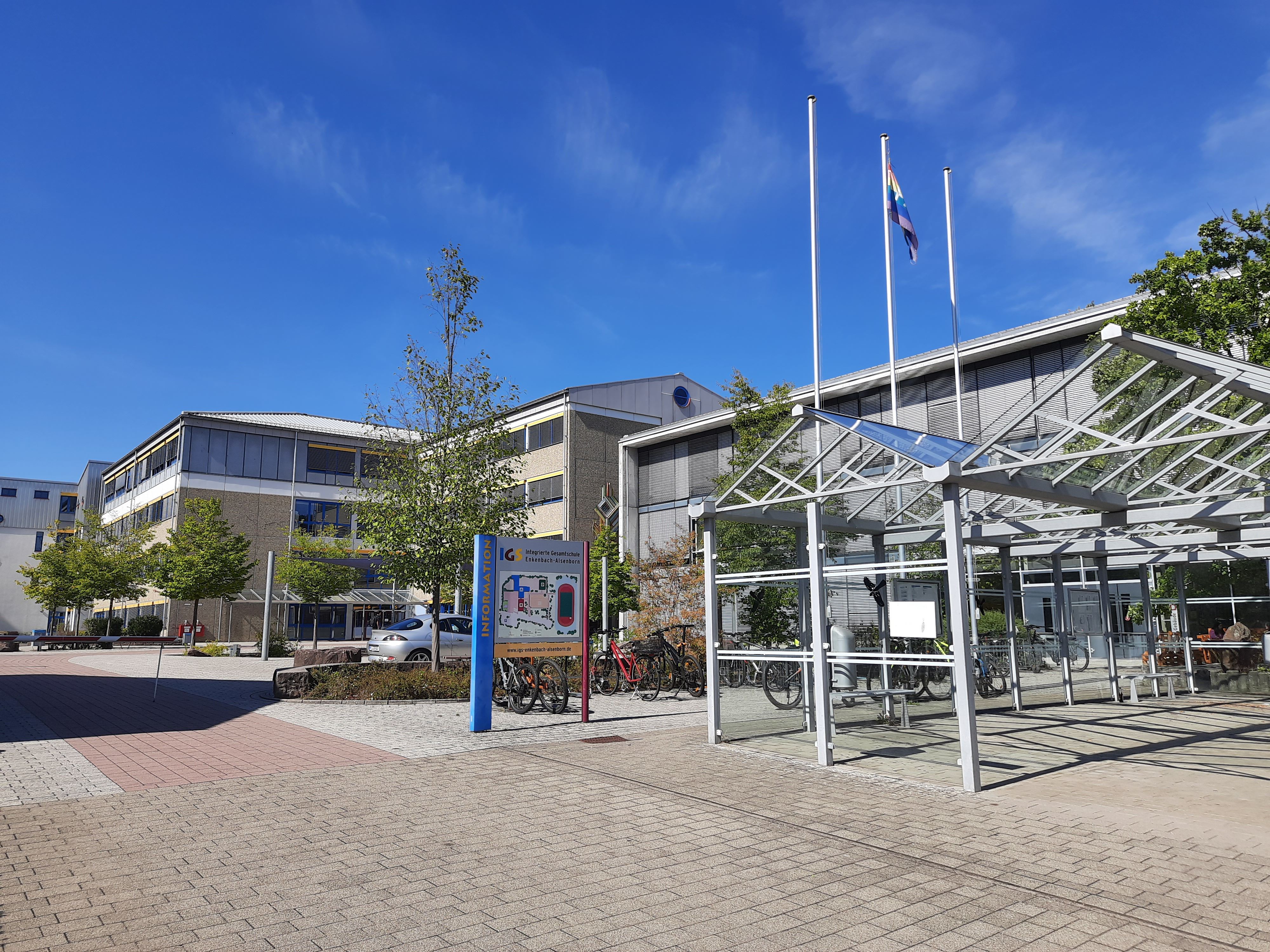
Integrierte Gesamtschule

Vor Ort existieren die Josef-Guggenmos-Grundschule, eine Integrierte Gesamtschule und die Hans-Zulliger-Schule; bei letzterer handelt es sich um eine Sonderschule L. Die Gemeinde ist außerdem einer von zwei Standorten der Hochschule der Polizei Rheinland-Pfalz. Sie bildet als Teil des Polizeipräsidiums Einsatz, Logistik und Technik des Landes eine von vier Einsatzhundertschaften.

### Behörden
Die Ortsgemeinde gehört zum Gerichtsbezirk Kaiserslautern.

### Feuerwehr Enkenbach-Alsenborn
Die Freiwillige Feuerwehr in Enkenbach-Alsenborn ist eine von vier örtlichen Einheiten in der Verbandsgemeinde. Bis zur Zwangsfusion mit der Verbandsgemeinde Hochspeyer 2014 war sie die einzige Feuerwehreinheit der Verbandsgemeinde. Der Einsatzabteilung gehören etwa 70 Männer und Frauen an. Die Freiwillige Feuerwehr ist auch im Bereich des Katastrophenschutzes des Landkreises tätig und führt dort die Einheit „Dekon-P“ an. Seit dem Jahr 2005 existiert zudem eine Jugendfeuerwehr in Enkenbach-Alsenborn, der zurzeit in etwa 40 Jugendliche angehören.

### Klimaschutz

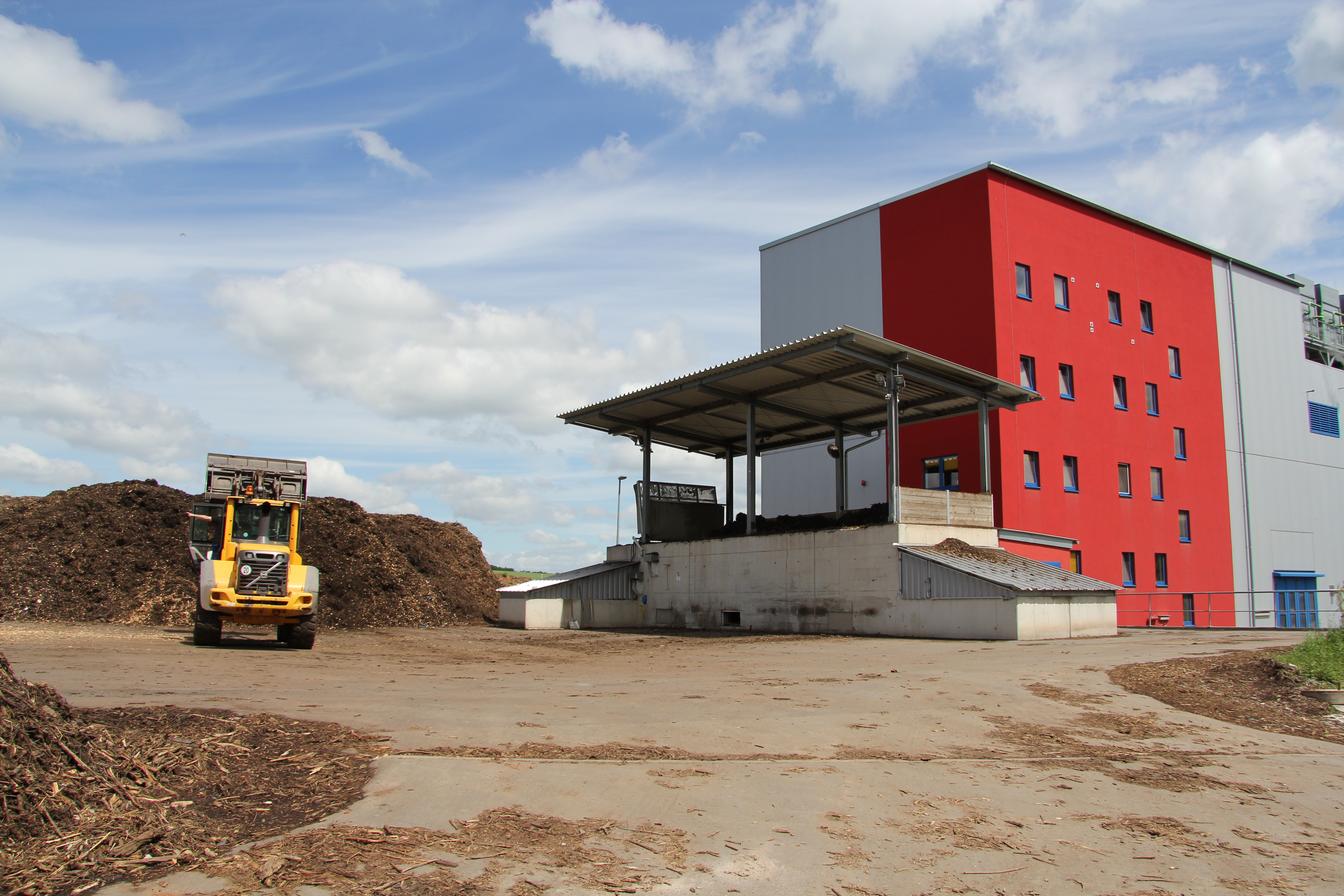
Biomasseheizkraftwerk Enkenbach-Alsenborn

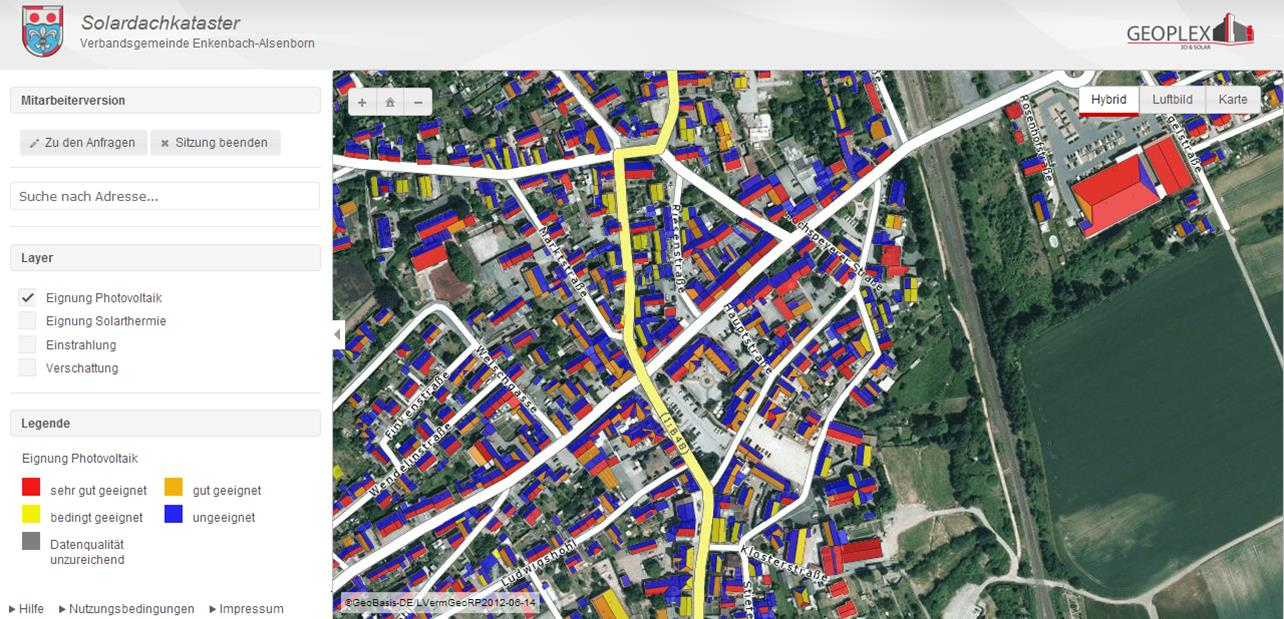
Solardachkataster Enkenbach-Alsenborn

Im Mai 2012 wurde die Ortsgemeinde Enkenbach-Alsenborn im Rahmen der Nationalen Klimaschutzinitiative vom Bundesministerium für Umwelt, Naturschutz und Reaktorsicherheit mit einem beachtlichen Zuschuss für ihr Projekt als „Masterplan 100% Klimaschutz“-Kommune ausgezeichnet. Im Jahr 2014 wurde die Gemeinde als „Energie-Kommune“ ausgezeichnet.
Insgesamt wurden 19 Kommunen ausgezeichnet, darunter ebenso Großstädte wie Frankfurt am Main, Hannover oder Rostock.
Ziel des Masterplan-Projekts ist es, kommunale Maßnahmenstrategien mit hoher Übertragbarkeit zu entwickeln, die zu einer Verringerung der Treibhausgasemissionen um 80–95 % bis zum Jahr 2050 gegenüber dem Niveau von 1990 beitragen.
Von 2012 bis 2016 fördert das Bundesumweltministerium in Enkenbach-Alsenborn in einer ersten Phase bis Anfang 2014 die Erstellung des „Masterplans 100 % Klimaschutz“ sowie dessen Umsetzung in Phase zwei bis zum Ende des Projekts im Jahr 2016.
Schwerpunkt des Projekts ist die Entwicklung einer auf erneuerbaren Energien basierende Energieversorgung. Dazu gehören:
- Virtuelles Kraftwerk, Smart Grid light und Speichertechnologien wie Batteriespeicher und Pumpspeicherkraftwerk
- Ausbau regenerativer Nahwärmenetze
- Energieeffizienz im Gebäudebestand
- Einsatz von Blockheizkraftwerken (BHKW) in Mietobjekten und Energie-Contracting
- Nachhaltige Mobilität und Elektromobilität

Der Anteil erneuerbarer Energien bezogen auf das Gesamt-Stromaufkommen im eigenen Stromnetz beträgt in Enkenbach-Alsenborn heute gemäß einer Prognose für das Jahr 2013 über 50 Prozent. Seit 2013 ist mit Hilfe eines internetbasierten Solardachkatasters die Maximalleistung und Wirtschaftlichkeit eines jeden Hauses abzuschätzen. Zur Vorbereitung von Entscheidungen in Fragen Erneuerbare Energien, Energieeffizienz und Klimaschutz wurde in der Kommune ein Klimaschutzrat (Ausschuss für Umwelt und Klimaschutz) eingerichtet.
Gegenüber dem Jahr 2010 konnten im Jahr 2013 fast 130.000 kWh Strom in der Kläranlage Enkenbach-Alsenborn eingespart werden. Dies bedeutet einen Rückgang des Stromverbrauchs von fast zwei Prozent.

## Persönlichkeiten

### Ehrenbürger
- 1931: Daniel Häberle (1864–1934), Heimatforscher und Hochschullehrer[26]
- 1974, 19. Dezember: Franz Jacob († 5. April 1986)
- 1974, 19. Dezember: Otto Bold († 26. Dezember 1990)
- 1985, 9. September: Albert Bold († 22. Februar 1990)
- 1992, 9. September: Friedrich Schneider († 17. März 2015)
- 2007, 21. September: Hans Buch (1937–2019)[27], Diplom-Ingenieur FH (Fachrichtung Vermessungstechnik), verliehen zur Anerkennung seiner Verdienste als Bürgermeister der Verbandsgemeinde Enkenbach-Alsenborn von 1982 bis 2001[28]

### Söhne und Töchter der Gemeinde
- Philipp Heinrich Krämer (1754–1803), Großhändler, Betreiber eines Eisenhüttenwerks und Unternehmer
- Johannes Häberle (1790–1858), Teilnehmer am Hambacher Fest
- Johann Schmitt (1853–1920), Politiker (NLP)
- Daniel Häberle (1864–1934), Heimatforscher und Hochschullehrer
- Wilhelm Mayer (1874–1923), Politiker (Zentrum, BVP)
- Wilhelm Müller (1890–1957), Politiker (KPD)
- Martin Migeot (1897–1967), Bauer und Politiker (FDP)
- Wilhelm Wunder (1898–1991), Zoologe und Ichthyologe

### Personen, die vor Ort gewirkt haben
- Ludwig III. von Arnstein (1109–1185), Gründer des Klosters Enkenbach
- Johann Peter Müller (1709–1796), Theologe und Täufer, wanderte aus Alsenborn nach Pennsylvania aus
- Fritz Walter (1920–2002), Ehrenspielführer der Fußballnationalmannschaft, Weltmeister 1954
- Rudi Müller (1927–2003), Politiker (SPD), war von 1989 bis 2003 Bürgermeister der Gemeinde
- Elisabeth von Dyck (1950–1979), mutmaßliches RAF-Mitglied, wurde vor Ort beerdigt
- Michael Hüttner (* 1959), Politiker (SPD). machte eine Ausbildung bei der örtlichen Polizei
- Veronika Olma (* 1962), Bildende Künstlerin, lebt seit 2005 in Enkenbach-Alsenborn
- Sascha Hildmann (* 1972), Fußballspieler, spielte beim SV Enkenbach
- Ulla Lohmann (* 1977), Fotojournalistin und Dokumentarfilmerin, wuchs in Enkenbach-Alsenborn auf
- Ernst Adolf Gaede, erhielt 1993 die Adolf-Köppe-Nadel
- Adolf Herbig, Bildhauer, gestaltete den Weinbrunnen in Leiwen